# Verminderte Skala

Bildliche Darstellung der verminderten Skala, 1. Form. (Erläuterung)

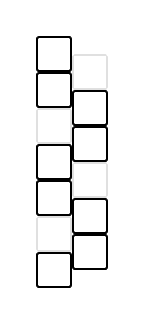
Bildliche Darstellung der verminderten Skala, 2. Form. (Erläuterung)

Die verminderte Skala oder verminderte Tonleiter ist in der Musik die verbreitetste oktatonische Tonleiter. Sie besteht aus acht Tönen, der Abstand zwischen zwei Tönen ist dabei immer abwechselnd ein Ganzton und ein Halbton. Verminderte Skalen werden häufig im Jazz eingesetzt. Sie besitzen einen Tritonusgehalt von 4 und eine Quintenbreite von 11.
Wegen des gleichmäßig wechselnden Abstands der einzelnen Skalentöne wird dieser Skalentyp auch alternierende Achtstufigkeit genannt. Sie besitzt zwei Erscheinungsformen: eine, die mit einem Ganztonschritt beginnt (die Ganzton-Halbton-Leiter), und eine, die mit einem Halbtonschritt beginnt (die Halbton-Ganzton-Leiter). Die Bezeichnung vermindert kommt von der Tatsache, dass der Tonvorrat der alternierenden Achtstufigkeit aus zwei verminderten Septakkorden besteht, die um eine Sekunde gegeneinander versetzt sind: bei der Halbton-Ganzton-Leiter um eine kleine, bei der Ganzton-Halbton-Leiter um eine große Sekunde.  Aus den Tönen der verminderten Skala besteht auch der Alpha-Akkord.

## Begrenzte Transpositionsmöglichkeiten
Aus Symmetriegründen gibt es in der gleichstufigen Stimmung nur drei verschiedene Transpositionsmöglichkeiten; die alternierende Achtstufigkeit ist deshalb auch der zweite der Messiaen-Modi. Jeweils vier verminderte Tonarten verwenden dieselben Noten; sie beginnen dabei lediglich bei unterschiedlichen Startpunkten innerhalb der Skala (in Klammern angegeben).
Ganzton-Halbton-Leitern:
| Es vermindert (Fis, A, C vermindert): Es, F, Ges, As, A, H, C, D, Es D vermindert (F, As, H vermindert): D, E, F, G, As, B, H, Des, D Des vermindert (E, G, B vermindert): Des, Es, E, Ges, G, A, B, C, Des |

Diese sind identisch mit den folgenden Halbton-Ganzton-Leitern:
- Es, E, Fis, G, A, B, C, Des, Es
- D, Es, F, Fis, Gis, A, H, C, D
- Cis, D, E, F, G, As, B, H, Cis